# 曼科拉區

曼科拉區（西班牙語：Distrito de Máncora），是秘魯的一個區，位於該國西北部皮烏拉大區的塔拉拉省，始建於1908年11月14日，面積100.19平方公里，2005年人口8,570，人口密度每平方公里85.54人。